# Pennarhodeus brevipennatus
Pennarhodeus brevipennatus är en spindeldjursart som beskrevs av Wolfgang Karg 2000. Pennarhodeus brevipennatus ingår i släktet Pennarhodeus och familjen Rhodacaridae. Inga underarter finns listade i Catalogue of Life.